# Zvonimir Boban
Zvonimir Boban (ur. 8 października 1968 w Imotski) – chorwacki piłkarz, grający na pozycji rozgrywającego lub ofensywnego pomocnika.

## Kariera piłkarska
Z reprezentacją Chorwacji, w której barwach rozegrał 51 meczów, zdobył brązowy medal na Mistrzostwach Świata 1998. Przez dziewięć lat był zawodnikiem Milanu. Czterokrotnie wygrywał z nim ligowe rozgrywki, a w 1994 roku triumfował w Lidze Mistrzów i Superpucharze Europy. Piłkarską karierę zakończył w 2002 roku – w wieku 34 lat – w Celcie Vigo.
Od tego czasu pracował jako komentator sportowy w kilku stacjach telewizyjnych oraz jako felietonista dziennika „La Gazzetta dello Sport”. Przez pewien czas był redaktorem naczelnym gazety „Sportske novosti”.
W czasie zamieszek, jakie wybuchły w maju 1990 w trakcie meczu Dinama Zagrzeb z Crveną Zvezdą Belgrad, kopnął policjanta, który zaatakował leżącego kibica Dinamo. Ten czyn sprawił, że stał się bohaterem dla Chorwatów, a dla Serbów złoczyńcą. Po tym incydencie, jugosłowiańska federacja zawiesiła go na sześć miesięcy.

## Kariera reprezentacyjna
W reprezentacji Chorwacji od 1990 do 1999 roku rozegrał 51 meczów i strzelił 12 bramek – brązowy medal Mistrzostw Świata 1998 oraz start w Euro 1996 (ćwierćfinał).
W reprezentacji Jugosławii do 1992 roku rozegrał 8 meczów i strzelił 1 gola.

## Sukcesy piłkarskie
- Serie A: 1993, 1994, 1996, 1999
- Superpuchar Włoch: 1993, 1994
- Puchar Mistrzów: 1994
- finalsita Pucharu Mistrzów: 1995
- Superpuchar Europy: 1994
- mistrzostwo świata U-21: 1987 z reprezentacją Jugosławii

## Odznaczenia
- Order Chorwackiej Koniczyny (1998)[1]